# Edmundo Vasconcellos
Edmundo Vasconcellos (São Paulo, 16 de maio de 1905 – 10 de novembro de 1990) foi um médico brasileiro.
Foi eleito membro da Academia Nacional de Medicina em 1971, sucedendo Jorge de Moraes Grey na Cadeira 30, que tem Jorge Soares de Gouvêa como patrono.